# آلبرتو آکیلانی
آلبرتو آکیلانی (ایتالیایی: Alberto Aquilani؛ زاده ۷ ژوئیه ۱۹۸۴ در رم) ملی پوش ایتالیایی و هافبک بازیسازی است که در اوت ۲۰۰۹ به لیورپول پیوست. آمدن او همگام با رفتن ژابی آلونسو از باشگاه بود.

## زندگی ورزشی
آکیلانی در سن ۱۶ سالگی مورد توجه باشگاه‌های چلسی و آرسنال قرار گرفت اما ترجیح داد در تیم زادگاهش رم فوتبال خود را آغاز کند.

او برای اولین بازی خود را برای تیم رم با مربیگری فابیو کاپلو در مه ۲۰۰۳ انجام داد و سپس فصل بعد قرضی به تیم دسته دومی تریستیانا منتقل شد که در آنجا ۴۱ بازی انجام داد و ۴ گل نیز به ثمر رساند.
بازگشت آکیلانی به باشگاه همراه با راه‌یابی او به تیم اصلی شد و توانست بازی زیبای خود را در برد ۲–۰ دربی شهر رم برابر لاتزیو با تکنیک خاصش و زدن گلی از راه دور به نمایش بگذارد.
بازی‌های بسیار خوب او موجب شد تا او در فصل ۰۷–۲۰۰۶ پیراهن شماره ۸ تیم را به خود اختصاص دهد. با اینکه او بیشتر فصل را به دلیل مصدومیت از دست داد اما توانست اولین بازی ملی خود را در نوامبر ۲۰۰۶ در دیدار دوستانه ایتالیا برابر ترکیه انجام دهد.
آکیلانی برای انجام دو دیدار رفت و برگشت نهایی جام حذفی ایتالیا برابر اینتر در ماه مه ۲۰۰۷ به تیم بازگشت و کمک کرد تا رم در مجموع اینتر را ۷–۴ شکست دهد و قهرمان شود.

او بار دیگر در عرصه ملی ظاهر شد و در رقابتهای زیر ۲۱ ساله‌های جام ملت‌های اروپا در سال ۲۰۰۷ در هلند شرکت کرد و در آن بازیها ۲ گل به ثمر رساند و از طرف یوفا در تیم منتخب آن تورنمنت قرار گرفت.
از آن زمان به بعد او با بازیهای خوب خود به همراه رم در لیگ قهرمانان باشگاه‌های اروپا و دو گلی که در دیدار مقدماتی جام جهانی برابر مونته نگرو در اکتبر ۲۰۰۸ به ثمر رساند، توانست در هر دو عرصه باشگاهی و ملی جایگاه خود را تثبیت کند.
مصدومیت زانوی او موجب شد تا ماه‌های اولیه انتقالش به آنفیلد در فصل ۱۰–۲۰۰۹ را دور از میدان‌های سپری کند اما بالاخره در دیدار جام اتحادیه برابر آرسنال در ۲۸ اکتبر ۲۰۰۹ در ورزشگاه امارات به عنوان بازیکن تعویضی به طور رسمی برای اولین بار پیراهن لیورپول را بر تن کرد و به میدان رفت.آکیلانی بار دیگر دقایقی را در ۹ نوامبر در دیدار تساوی ۲–۲ برابر بیرمنگام بازی کرد.وی در 28 ژوئن 2019 از دنیای فوتبال خداحافظی کرد.

## آ.ث. میلان
وی در تابستان ۲۰۱۱ و در آخرین روزهای نقل و انتقالات با قراردادی قرضی به تیم میلان پیوست. او اولین بازی خود برای تیم جدیدش را در بازی افتتاحیهٔ فصل ۲۰۱۱–۲۰۱۲ و در مقابل لاتزیو انجام داد. در دومین بازی رسمیش موفق به گلزنی شد و در دیداری که با شکست ۳–۱ میلان برابر ناپولی به پایان رسید، تک گل میلان را با ضربه سر وارد دروازه د سانتیس کرد.